# Unión Nacional Rusa en Estonia
Unión Nacional Rusa en Estonia (en estonio: Vene Rahvuslik Liit Eestis; en ruso: Русский национальный союз в Эстонии) fue un partido político de Estonia que representaba a la minoría de rusos.

## Historia
A principios de la década de 1920, la población de habla rusa era con diferencia la minoría más numerosa del país, con un 8,2%. Con la fundación de la República de Estonia se planteó también la cuestión de su representación política en la joven democracia estonia.
El tercer gobierno provisional del Primer Ministro Konstantin Päts nombró un ministro para cada una de las minorías: rusa, alemana báltica y sueca. Alekséi Sorokin, un joven abogado de Tallin, ejerció el cargo desde el 27 de noviembre de 1918 hasta el 9 de mayo de 1919. 
El partido se estableció en 1920 y recibió el 1% de los votos nacionales en las elecciones parlamentarias de ese año, ganando un solo escaño en el Riigikogu. En las elecciones parlamentarias de 1923, 1926 y 1932, la Unión Nacional Rusa formó alianzas electorales, en su mayoría de corta duración, con otros partidos rusos en Estonia. Después de mayo de 1919, ningún partido ruso participó en una coalición gubernamental.

## Ideología
La Unión Nacional Rusa en Estonia era un partido de centroderecha. El partido no pudo unificar a la minoría rusa en un partido o asociación (como sí sucedió con los alemanes del Báltico), porque estaba fragmentada por grandes diferencias sociales y geográficas. Entre los posibles votantes había una pequeña élite urbana, sectores de clase trabajadora en el noreste del país (alrededor de Narva e Ivángorod), población rural en el sureste del condado de Petseri, exiliados rusos de los bolcheviques o viejos creyentes del lago Peipus.

## Resultados electorales
Los resultados electorales antes de su disolución fueron los siguientes:
| Elección | Votos  | %    | Escaños | +/–         | Posición |
| -------- | ------ | ---- | ------- | ----------- | -------- |
| 1919     | 5.765  | 1,26 | 1/120   | Nuevo       | 8.º      |
| 1920     | 4.744  | 1,01 | 1/100   | Sin cambios | 8.º      |
| 1923     | 18.829 | 4,09 | 4/100   | 3           | 9.º      |
| 1926     | 17.474 | 3,34 | 3/100   | 1           | 8.º      |
| 1929     | 12.797 | 2,53 | 2/100   | 1           | 10.º     |
| 1932     | 25.246 | 5,04 | 5/100   | 3           | 5.º      |